# Сладково (Оренбургская область)
Сладково — село в Илекском районе Оренбургской области. Село образует Сладковский сельсовет.

## История
История возникновения села до конца ещё не исследована. Село существовало ещё в 1773 −1775 годах — во времена Крестьянской войны под предводительством Емельяна Пугачева. Официальным годом возникновения считается 1891 год, когда в селе появилась гербовая бумага.
Сладково стало заселяться в далёкие дореволюционные годы. Первым его поселенцем стал Роман Севастьянович Сладков, в честь которого село получило своё название.
После большого пожара в соседнем селе Мухраново, где Роман Севастьянович проживал с семьёй, он собрал уцелевшее имущество, семью и поселился в необжитом месте возле реки Заживной. Долгое время его семья жила здесь (сам Роман Севастьянович погиб). Постепенно сюда переехали его родные. Вскоре был возведён хутор.
Постепенно село стало заселяться людьми из соседних деревень и хуторов. Особенно много было их из села Рассыпное и мелких хуторов: Колесников, Толокольниково, Начунаев, Расстригино, Советский, Белый ключ. На общем собрании жители решили основать село Сладково.
Постепенно мелкие хутора объединились в артели, а при коллективизации в 1927 году слились в первый колхоз «Река». В 1929 году он стал называться колхоз «Советская заря», а позднее — имени Чапаева.
С 1962 года и до последнего времени он носил имя — колхоз «Рассвет».

## Население
| 2010 | 2012 | 2013 | 2014 | 2015 | 2016 | 2017 |
| ---- | ---- | ---- | ---- | ---- | ---- | ---- |
| 773  | ↗778 | ↘767 | ↗770 | ↘758 | ↘757 | ↗768 |
| 2018 | 2019 | 2020 | 2021 |      |      |      |
| ↘754 | ↘721 | ↘717 | ↘712 |      |      |      |

## Инфраструктура
- Сладковская СОШ;
- Детский сад;
- Библиотека;
- Почта России (отделение);
- Амбулатория.

## Наводнение 2011 года
9 апреля в результате резкого подъёма уровня воды в реке Заживная были затоплены более 100 жилых домов в которых проживали более 160 человек. Паводком разрушено 29 домов, ещё 75 потребовался капитальный ремонт.